# WebCite

로고

WebCite(웹사이트)는 웹페이지 보존을 위한 사이트이다.

## 비즈니스 모델
"WebCite"라는 용어는 등록 상표이다. WebCite는 개인 사용자, 기자, 출판자에게 서비스 이용에 어떠한 요금도 부과하지 않는다.

## 같이 보기
- 웨이백 머신
- archive.is